# Farsetia nummularia
Farsetia nummularia är en korsblommig växtart som beskrevs av Bengt Edvard Jonsell. Farsetia nummularia ingår i släktet Farsetia och familjen korsblommiga växter. Inga underarter finns listade i Catalogue of Life.